# Scheppingsverhaal (Maori)
Het Scheppingsverhaal van de Maori's is een van de bekendere verhalen uit de Maori-mythologie en verwoordt het ontstaan van de wereld volgens de Maori's.
Het vertelt het verhaal van Ranginui de hemelvader en Papatuanuku, de godin van de aarde, welke samen met hun kinderen de wereld schiepen.

## Het originele verhaal
In het begin was er niets, helemaal niets.

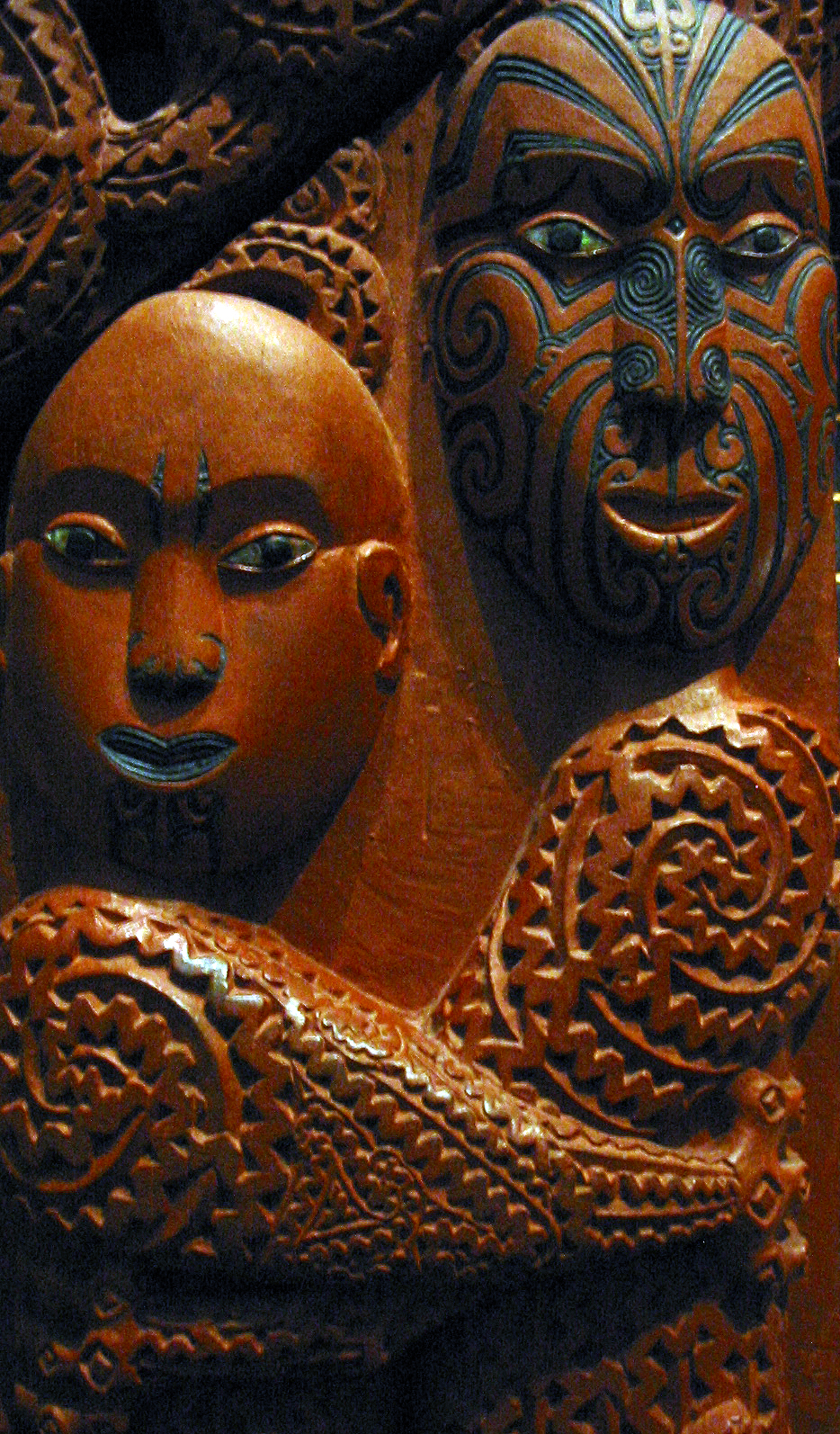
Maori-houtsnede van Papatuanuku (links) en Ranginui (rechts) die elkaar omarmen.

Het duister kwam, een pikdonkere zwarte nacht. En toen ontstond het eerste licht. Het was niet groter dan een worm.
Daar kwamen de god Rangi, de hemelvader en zijn vrouw Papa, de godin van de aarde. Ze hielden zoveel van elkaar dat ze elkaar stevig omarmden en nooit loslieten. En dus zaten de hemel en de aarde aan elkaar vast. Maar ze hielden elkaar zo stevig vast dat er geen licht op aarde was en er dus niets kon groeien.
Papatuanuku en Ranginui kregen verschillende kinderen. Ze kregen Tangaroa, de god van de zee, Tumatauenga, de god van het bos en Tawhiri, de god van de wind. Maar deze kinderen werden gevangengehouden door de omarming van hun ouders. Ze konden niets zien in het donker en konden zich nauwelijks bewegen. Elk kind probeerde ertussenuit te komen, maar het lukte hun geen van allen.
Uiteindelijk lukt het Tumatauenga om zijn ouders een heel klein stukje uit elkaar te duwen. Hij drukte zijn schouders tegen de aarde en zijn voeten tegen de hemel. En zo duwde hij jaren en jaren achtereen. Uiteindelijk gingen de hemel en aarde, zijn vader en moeder, een klein eindje van elkaar. De spieren waarmee ze elkaar vasthielden werden door Tumatauenga in stukken gehakt, waardoor een vuurrode aarde ontstond. Hij duwde ze verder uit elkaar en jawel, er kwam licht op de aarde!

Er begonnen bomen en planten te groeien. De godenkinderen ontsnapten en begonnen de wereld verder vorm te geven. Tumatauenga maakte de zon en de maan en versierde de hemel met sterren. Toen maakte Tumatauenga de eerste vrouw, Hine, en trouwde met haar. Ze kregen kinderen, de eerste Maori. Maar Papatuanuku en Ranginui waren ongelukkig en diep bedroefd. Ze misten elkaar zo erg, dat ze niet konden stoppen met huilen. Ze huilden en huilden maar door. Uit de tranen van Ranginui ontstonden rivieren en zeeën en er kwam dauw op het gras. De nevel die opsteeg uit het gras was het symbool van hun eenzaamheid.